# Il quaderno dell'amore perduto
Il quaderno dell'amore perduto (in francese Les oubliés du dimanche) è un romanzo della fotografa, sceneggiatrice e scrittrice Valérie Perrin pubblicato nel 2015. Opera prima dell'autrice, ha vinto nel 2018 il Prix Choix des Libraires. Valerie Perrin scriverà nel 2018 Cambiare l'acqua ai fiori, che la farà conoscere come scrittrice in tutto il mondo. 

## Trama
Justine ha 21 anni ed ha scelto di lavorare come assistente agli anziani della Casa di Riposo Le Ortensie. Qui, fermandosi spesso oltre l'orario di lavoro, Justine raccoglie le storie delle persone anziane che vivono nella Casa, in particolare si lega moltissimo a Hélène Hel, una donna che le racconta la sua storia d'amore con Lucien Perrin.
Justine è orfana di entrambi i genitori, morti in un incidente stradale il 6 ottobre 1996. Per questo vive con i nonni paterni Armand e Eugénie ed il cugino Jules, che per le è un fratello.

## Edizione originale
- (FR) Valérie Perrin, Les oubliés du dimanche:roman, Paris, Albin Michel, 2015, ISBN 9782253071167.

## Edizioni italiane
- Valérie Perrin, Il quaderno dell'amore perduto, traduzione di Giuseppe Maugeri, Milano, Nord, 2016, ISBN 9788842933236.
- Valérie Perrin, Il quaderno dell'amore perduto, traduzione di Giuseppe Maugeri, Roma, Edizione E/O, 2023, ISBN 9788833576015.

| Controllo di autorità | BNF (FR) cb44320679w (data) |